# جيري دينستبير
جيري دينستبير (بالتشيكية: Jiří Dienstbier) (20 أبريل 1937- 8 يناير 2011)، هوسياسي وصحفي تشيكي.

## السيرة الذاتية
وُلد في كلادنو، وكان أحد أكثر المراسلين احترامًا في تشيكوسلوفاكيا قبل طرده بعد ربيع براغ، أصبح بعدها غير قادر على الحصول على لقمة العيش كصحفي، عمل بوابًا طوال العقدين التاليين. خلال هذا الوقت، قام سراً بإحياء صحيفة جريدة الشعب الموقوفة.
بعد نهاية الحكم الشيوعي في عام 1989، أصبح أول وزير خارجية غير شيوعي في البلاد منذ أربعة عقود، وهو المنصب الذي شغله حتى عام 1992. بعد فترة وجيزة من تعيينه في ديسمبر 1989، دعا دينستبير ووزير الدفاع ميروسلاف فاسيك إلى انسحاب 75000 جندي سوفيتي كانوا متمركزين في البلاد منذ غزو حلف وارسو عام 1968 لتشيكوسلوفاكيا.
في عام 2008 انتخب عضوا في مجلس الشيوخ التشيكي عن منطقة كلادنو. توفي في 8 يناير 2011 في مستشفى فينوهرادي في براغ.

## الجوائز والتكريمات
في عام 2000 أطلق عليه معهد الصحافة الدولي ومقره فيينا لقب أحد أبطال حرية الصحافة الخمسين في العالم على مدار الخمسين عامًا الماضية. في عام 2013 مُنح بعد وفاته جائزة المواطنة هانو ر، بالاشتراك مع جمعية براغ للتعاون الدولي، ومؤسسة اللوحة العالمية.